# Batalla de Lade (201 a. C.)
La batalla de Lade fue un enfrentamiento entre las flotas de Rodas y Macedonia. La batalla, que ocurrió en el año 201 a. C. y formó parte de la guerra cretense, se llevó a cabo entre las costas de Asia Menor y la isla de Lade. Los macedonios obtuvieron una victoria aplastante que casi significó el fin de los rodios; sin embargo, el resultado de esta batalla provocó que los romanos intervinieran en la guerra, salvando a Rodas.